# Vincent von Wroblewsky
Vincent von Wroblewsky (* 21. Dezember 1939 in Clermont-Ferrand, Département Puy-de-Dôme, Frankreich) ist ein deutscher Philosoph, Autor, Übersetzer und Konferenzdolmetscher.

## Leben
Vincent von Wroblewsky wurde als Sohn deutsch-jüdischer Antifaschisten, die 1933 von Berlin nach Frankreich emigrierten, dort 1939 geboren. Sein Vater beteiligte sich aktiv an der Résistance gegen die deutschen Besatzer und starb knapp vierzigjährig 1944 in Moutier-Rozeille. Vincent von Wroblewsky besuchte Schulen in Moutier-Rozeille (Département Creuse), Toulouse, Sèvres und Paris, bevor seine Mutter mit seinem Bruder Clément und ihm 1950 nach Berlin, DDR, zurückkehrte.
Nach dem Besuch der Oberschule in Wiesenburg/Mark und der Kant-Oberschule in Berlin-Rummelsburg studierte er von 1959 bis 1967 Romanistik und Philosophie an der Humboldt-Universität Berlin. Von 1967 bis 1990 war er wissenschaftlicher Mitarbeiter des Zentralinstituts für Philosophie der Akademie der Wissenschaften der DDR. Dort wurde er 1975 mit Jean-Paul Sartre – Theorie und Praxis eines Engagements promoviert. Im Frühjahr 1990 war er Gastdozent an der Universität Paris VIII. 1990/1991 arbeitete er zehn Monate als Fellow am Woodrow Wilson International Center for Scholars in Washington, D.C. Ab 1991 trat er die Nachfolge von Traugott König als Herausgeber und Übersetzer des Werkes Jean-Paul Sartres für den Rowohlt Verlag an. Seit 1993 ist er Präsident der Sartre-Gesellschaft in Deutschland und hatte diese Position bis 2023 inne. Von der französischen Regierung wurde er 2015 zum Chevalier de l’Ordre des Arts et des Lettres ernannt.
2023 erschien mit Vermutlich Deutscher seine Autobiografie.

## Werke
Als Autor, Übersetzer und Herausgeber ist Vincent von Wroblewskys Werk außerordentlich vielfältig. Eine ausführliche Werkliste findet sich auf seiner Homepage. Siehe dort auch diverse Beiträge u. a. in Les Temps Modernes, Magazine littéraire, Le Monde diplomatique, Libération, TAZ, Weimarer Beiträge, Sonntag und Deutsche Zeitschrift für Philosophie. Mit seiner Tätigkeit als Herausgeber gingen oft auch Neuübersetzungen und das Verfassen von Vor- und Nachworten einher.

### Monographie
- Zwischen Thora und Trabant – Juden in der DDR. Berlin 1993. Auf Französisch als Un étrange amour: être juif en RDA. Paris 2005.
- Vermutlich Deutscher. Merlin Verlag, Gifkendorf-Vastorf 2023, ISBN 978-3-87536-340-1.

### Beiträge in Zeitschriften und Sammelwerken
- Sartre wollte einen modernen Marxismus, Gespräch mit Catherine Newmark. In: Die Existentialisten. Philosophie Magazin 96, Sonderausgabe 09, Berlin Nov. 17.
- The Early Sartre and ‚The Jewish Question‘. In: Sartre Studies International, 3, 2, S. 21–28, 1997.
- La fin de la RDA et les intellectuels de l’Est. In: Le lien rompu – Chroniques de la réunification allemande. Sophie Rosenzweig (Hg.), mit Vorwort von Willy Brandt. Paris 1991.
- Zur „Affäre Heidegger“ in Frankreich. In: Deutsche Zeitschrift für Philosophie. Berlin, Jg. 38 (1990), Nr. 3, S. 287–292.
- Von der Authentizität des Individuums zur Intelligibilität der Geschichte. In: Sartre – Ein Kongreß. Traugott König (Hg.). Reinbek 1988, p. 385–407.
- Karl Jaspers – politische Gedanken eines bürgerlichen Philosophen in Sorge um die Zukunft des Menschen. In: Karl Jaspers (1883 – 1969). Kongreß und Tagungsberichte der Martin-Luther-Universität Halle-Wittenberg. Halle (Saale) 1984, p. 137–148.
- Jean-Paul Sartre. Theorie und Praxis eines Engagements. Berlin und Frankfurt a. M. 1977.

### Herausgeberschaft
- Sartre. Eine permanente Provokation.  Alfred Betschart, Manuela Hackel, Marie Minot und Vincent von Wroblewsky (Hg.). Frankfurt a. M. 2014.
- Reisende ohne Fahrschein. Peter Knopp und Vincent von Wroblewsky (Hg.). Frankfurt a. M. 2012.
- Der Lauf des Bösen. Peter Knopp und Vincent von Wroblewsky (Hg.) Frankfurt a. M. 2006.
- Pourquoi Sartre? Vincent von Wroblewsky (Hg.). Bordeaux 2005, auf Deutsch als Lebendiger Sartre – 115 Begegnungen. Berlin 2009.
- Die Freiheit des Nein. Peter Knopp und Vincent von Wroblewsky (Hg.). Berlin 2003.
- Jean-Paul Sartre. Carnets 2000. Peter Knopp und Vincent von Wroblewsky (Hg.). Berlin 2001.
- Existentialismus heute. Peter Knopp und Vincent von Wroblewsky (Hg.). Berlin 1999.
- Jean-Paul Sartre. Die Suche nach dem Absoluten – Texte zur bildenden Kunst. Reinbek 1999.
- Jean-Paul Sartre: Philosophische Schriften I. (enthält Bd. 1: Die Transzendenz des Ego –  Philosophische Essays 1931–1939; Bd. 2: Das Imaginäre; Bd. 3: Das Sein und das Nichts; Bd. 4: Der Existentialismus ist ein Humanismus; Materialismus und Revolution; Selbstbewußtsein und Selbsterkenntnis und andere philosophische Essays 1943–1948). Vincent von Wroblewsky (Hg.). Reinbek 1994.

### Übersetzungen
- Boualem Sansal: Abraham oder Der fünfte Bund. Gifkendorf 2022.
- Boualem Sansal: Der Zug nach Erlingen oder die Verwandlung Gottes. Gifkendorf 2019.
- Boualem Sansal: 2084 – Das Ende der Welt. Gifkendorf 2016.
- Mohammed Abed Al-Jabri: Kritik der arabischen Vernunft (naqd al-´aql al-´arabi). Zusammen mit Sarah Dornhof. Berlin 2009.
- Jean-Paul Sartre: Entwürfe für eine Moralphilosophie. Reinbek 2005.
- Julia Kristeva: Das weibliche Genie, Band 1: Hannah Arendt. Berlin 2001.
- Jean-Paul Sartre: Fragen der Methode. Reinbek 1999.
- Albert Camus: Der Mythos des Sisyphos. Reinbek 1999.
- Jean-Paul Sartre: Wahrheit und Existenz. Reinbek 1996.
- Jean-Paul Sartre: Tagebücher. Les carnets de la drôle de guerre. September 1939 – März 1940. Reinbek 1996.
- Jean-Paul Sartre: Der Existentialismus ist ein Humanismus. Reinbek 1994.
- Jean-Paul Sartre: Überlegungen zur Judenfrage. Reinbek 1994.
- Jean-Jacques Rousseau: Vom Gesellschaftsvertrag oder Prinzipien des Staatsrechtes. In: Ders.: Kulturhistorische und politische Schriften. Martin Fontius (Hg.). Berlin 1989, S. 379–505 u. 635–648.
- Michel Vadée: Epistemologie oder Philosophie? Zu G. Bachelards neuem epistemologischen Idealismus. Berlin 1980.